# Echipa națională de fotbal a Lituaniei
Echipa națională de fotbal a Lituaniei este controlată de către Federația Lituaniană de Fotbal. A jucat primul meci în 1923. În 1940 Lituania a fost anexată de către Uniunea Sovietică; țara și-a reproclamat independența în 1990 și a jucat primul meci din această postură cu Georgia pe 27 mai în același an.

## Istoria recentă
În anii 1990, Lituania a reușit o prestație respectabilă în calificările pentru Campionatul Mondial și Campionatul European: locul trei în grupă, atât la calificările pentru Euro 96, cât și la cele pentru Campionatul Mondial 1998. La calificările pentru Euro 2004, au fost de asemenea un adversar demn de luat în seamă, reușind un egal în deplasare cu Germania și o victorie acasă împotriva Scoției; cu toate acestea, o înfrângere cu scorul de 1-0 în fața Scoției din meciul final le-a spulberat speranțele. Deși au terminat pe locul 5 în grupa de calificare pentru Campionatul Mondial 2006, Lituania nu a fost deloc un adversar acceptabil.
Lituania a remizat cu campionii mondiali Italia 1-1 la Napoli într-un meci de calificare pentru Euro 2008 pe 2 septembrie 2006, primul meci competițional al Italiei după finala Campionatului Mondial.

## Evoluții în Cupa Mondială
- 1930 - Nu a participat
- 1934 - Nu s-a calificat
- 1938 - Nu s-a calificat
- 1950 până în 1990 - Nu a participat, era parte a URSS
- 1994 până în 2018 - Nu s-a calificat

## Evoluții în Campionatul European
- 1960 până în 1992 - Nu a participat, era parte a URSS
- 1996 până în 2020 - Nu s-a calificat

## Lot
| Lituania  | Lituania               | Lituania            | Lituania                        |
| Număr     | Jucător                | Club în 2006/07     | Data nașterii                   |
| Portari   | Portari                | Portari             | Portari                         |
| --------- | ---------------------- | ------------------- | ------------------------------- |
| 1         | Žydrūnas Karčemarskas  | Dinamo Moscova      | 24 mai, 1983 (24 de ani)        |
| 2         | Paulius Gribauskas     | Oțelul Galați       | 2 ianuarie, 1984 (24 de ani)    |
| 2         | Saulius Klevinskas     | FK Sūduva           | 2 aprilie, 1984 (23 de ani)     |
| Fundași   |                        |                     |                                 |
| --        | Vidas Alunderis        | Zagłębie Lubin      | 27 martie, 1979 (28 de ani)     |
| 3         | Rolandas Džiaukštas    | Saturn Ramenskoe    | 1 iunie, 1978 (29 de ani)       |
| 15        | Irmantas Zelmikas      | Tavriya Simferopol  | 3 ianuarie, 1980 (28 de ani)    |
| 5         | Andrius Skerla         | Korona Kielce       | 29 aprilie, 1977 (30 de ani)    |
| 2         | Marius Stankevičius    | Brescia             | 15 iulie, 1981 (26 de ani)      |
| --        | Darius Žutautas        | FK Khazar Lenkoran  | 30 septembrie, 1978 (29 de ani) |
| 6         | Tomas Žvirgždauskas    | Halmstad            | 18 martie, 1975 (32 de ani)     |
| 4         | Gediminas Paulauskas   | Ekranas             | 27 octombrie, 1982 (25 de ani)  |
| Mijlocași |                        |                     |                                 |
| --        | Deividas Šemberas      | CSKA                | 8 septembrie, 1978 (29 de ani)  |
| 18        | Deividas Česnauskis    | Hearts              | 5 februarie, 1984 (23 de ani)   |
| 10        | Mindaugas Kalonas      | Liepājas Metalurgs  | 28 februarie, 1984 (23 de ani)  |
| 17        | Tomas Tamošauskas      | Liepājas Metalurgs  | 22 mai, 1983 (24 de ani)        |
| 14        | Aidas Preikšaitis      | Vėtra               | 15 iulie, 1970 (37 de ani)      |
| 7         | Mantas Savėnas         | Ekranas             | 27 august, 1982 (25 de ani)     |
| --        | Vitalijus Kavaliauskas | Ekranas             | 2 iulie, 1983 (24 de ani)       |
| 13        | Saulius Mikoliūnas     | Hearts              | 6 septembrie, 1983 (24 de ani)  |
| 16        | Marius Žaliūkas        | Hearts              | 10 noiembrie, 1983 (24 de ani)  |
| Atacanți  |                        |                     |                                 |
| 10        | Tomas Danilevičius     | U.S. Grosseto F.C.  | 18 iulie, 1978 (29 de ani)      |
| 9         | Edgaras Jankauskas     | AEK Larnaca         | 12 martie, 1975 (32 de ani)     |
| 11        | Robertas Poškus        | FC Rostov           | 5 mai, 1979 (28 de ani)         |
| --        | Tomas Radzinevičius    | SK České Budějovice | 5 iunie, 1981 (26 de ani)       |
| --        | Povilas Lukšys         | Ekranas             | 7 iulie, 1979 (28 de ani)       |
| 8         | Tadas Labukas          | Oțelul Galati       | 10 ianuarie, 1984 (24 de ani)   |
| --        | Andrius Velička        | Hearts              | 5 aprilie, 1979 (28 de ani)     |

## Jucători faimoși

### Golgeteri
| #   | Nume                   | Carieră     | Goluri (apariții) | Goluri pe meci |
| --- | ---------------------- | ----------- | ----------------- | -------------- |
| 1.  | Tomas Danilevičius     | 1998 –      | 19 (59)           | 0,33           |
| 2.  | Antanas Lingis         | 1928 – 1938 | 12 (33)           | 0,36           |
| 3.  | Edgaras Jankauskas     | 1991 – 2007 | 10 (56)           | 0,18           |
| 4.  | Virginijus Baltušnikas | 1990 – 1997 | 9 (42)            | 0,21           |
| 5   | Jaroslavas Citavičius  | 1926 – 1933 | 8 (24)            | 0,33           |
| 6.  | Valdas Ivanauskas      | 1990 – 2000 | 8 (28)            | 0,29           |
| 7.  | Darius Maciulevičius   | 1991 – 2005 | 8 (38)            | 0,22           |
| 8.  | Robertas Poškus        | 1996 –      | 8 (41)            | 0,3            |
| 9.  | Tomas Ražanauskas      | 1995 – 2009 | 7 (40)            | 0,19           |
| 10. | Igoris Morinas         | 1996 – 2007 | 7 (52)            | 0,14           |

| #   | Jucător              | Carieră     | Meciuri | Goluri |
| --- | -------------------- | ----------- | ------- | ------ |
| 1.  | Andrius Skerla       | 1996 –      | 75      | 1      |
| 2.  | Deividas Šemberas    | 1996 –      | 67      | 0      |
| 3.  | Aurelijus Skarbalius | 1991 – 2005 | 65      | 5      |
| 4.  | Gintaras Staučė      | 1992 – 2004 | 61      | 0      |
| 5.  | Tomas Danilevičius   | 1998 –      | 59      | 19     |
| 6.  | Edgaras Jankauskas   | 1991 – 2008 | 56      | 10     |
| 6.  | Andrėjus Tereškinas  | 1991 – 2000 | 56      | 3      |
| 8.  | Tomas Žvirgždauskas  | 1998 – 2007 | 55      | 0      |
| 9.  | Igoris Morinas       | 1996 – 2007 | 51      | 7      |
| 10. | Marius Stankevičius  | 2002 -      | 49      | 4      |